# Ecsenius nalolo
Espèce
Statut de conservation UICN

 LC  : Préoccupation mineure
Ecsenius nalolo est une espèce de poissons osseux de la famille des Blenniidae.